# Los Paraguayos
Los Paraguayos sono un gruppo musicale composto da musicisti del Paraguay, fondato nel 1957 dalla scissione de Los Tres Paraguayos. Nel gruppo hanno suonato chitarre, bongo e arpa paraguaiana molti cantanti e musicisti, tra cui Luis Alberto del Paranà, Reynaldo Meza, Angelo "Pato" Garcia e Carlos Espinoza. Il gruppo esegue molti brani e canzoni sudamericane e messicane, inclusi classici, come Guantanamera, El Cóndor Pasa e La Bamba.
Nonostante i vari cambiamenti nella formazione, il gruppo ha mantenuto la sua popolarità, vendendo molti album e apparendo in molti concerti in tutto il mondo.
Nel 2007 i Los Paraguayos hanno fatto un tour mondiale, incluse le apparizioni nei Paesi Bassi e Israele.